# Bizzarrini
Bizzarini – włoski producent samochodów, istniejący w latach 1964–1969.

## Historia
Giotto Bizzarrini urodził się w 1926 roku w bogatej rodzinie w Livorno. W 1949 roku opracował samochód Machinetta na bazie Fiata Topolino. W 1953 roku Bizzarrini ukończył studia na Uniwersytecie w Pizie. Od 1954 roku  pracował w Alfie Romeo, a od 1957 roku – w Ferrari. W tej drugiej firmie szybko awansował do roli kierownika projektu samochodów eksperymentalnych, sportowych i GT. W ciągu pięciu lat pracy w Ferrari Bizzarrini pomógł rozwijać takie modele, jak 250 TR, 250 GT SWB i 250 GTO. W 1961 roku Bizzarrini został zwolniony z firmy wskutek „rewolucji pałacowej”. Następnie był współzałożycielem firmy Automobili Turismo e Sport.
W 1962 roku Bizzarrini założył firmę Societa Autostar. Opracował on udany model samochodu wyścigowego Ferrari 250 GT SWB Breadvan dla Giovanniego Volpiego. Zainspirowany tym Ferruccio Lamborghini zlecił Bizzarriniemu zaprojektowanie silnika V12 do Lamborghini 350 GT. W 1964 roku Bizzarrini wspomagał ponadto projekt samochodu Iso Grifo, czego efektem były mocne i udane wersje A3C i A3L. Mimo to Bizzarrini odszedł od Iso po tym, gdy okazało się, że ma on zupełnie inną wizję – Bizzarriniemu zależało głównie na rozwoju samochodów wyścigowych, a Iso – na samochodach GT.

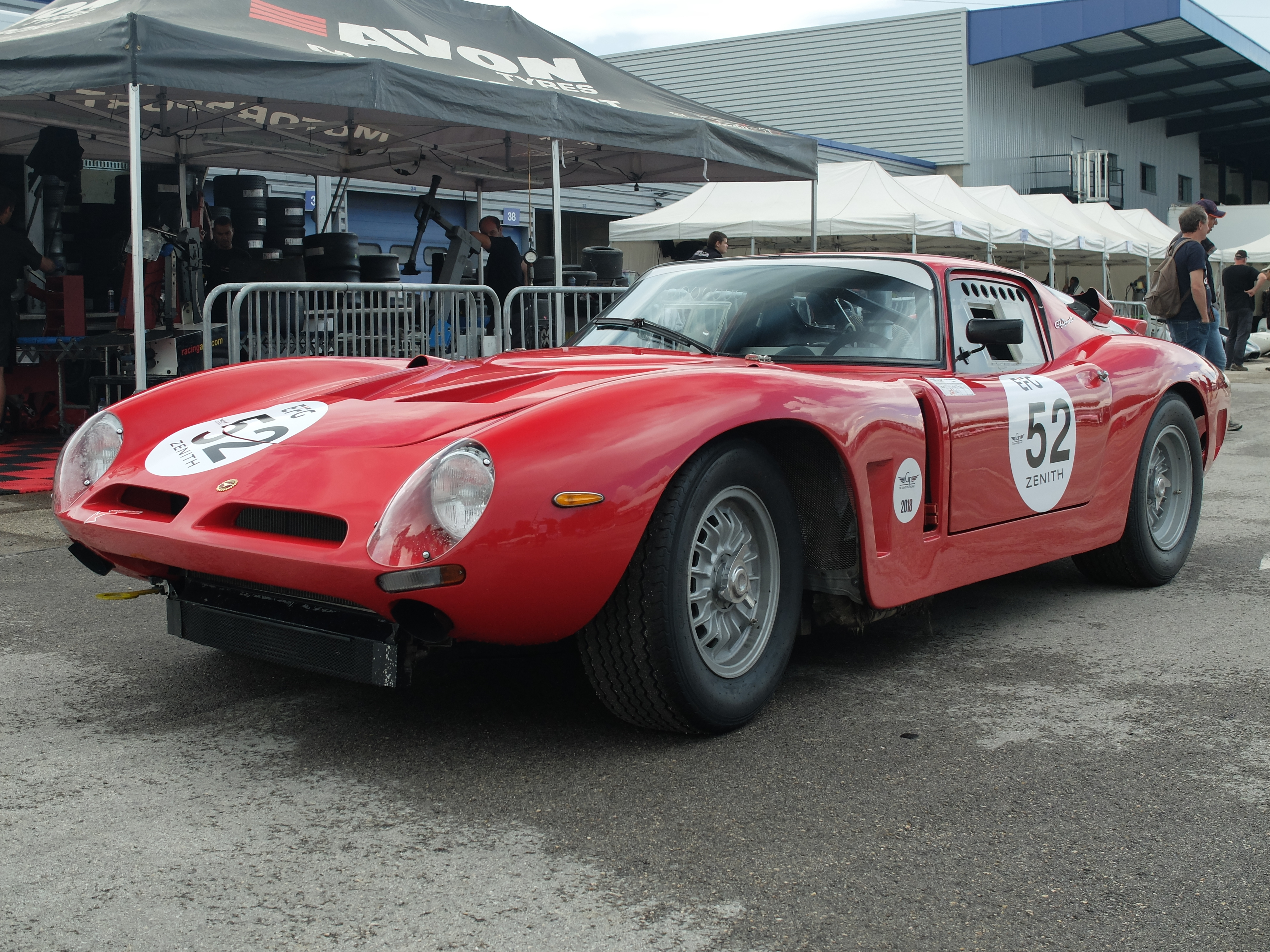
5300 GT Strada

W 1964 roku Bizzarrini zmienił nazwę swojej firmy na Societa Prototipi Bizzarrini. W tym czasie firma Iso, w ramach wdzięczności za pracę Bizzarriniego, pozwoliła mu produkować model Grifo A3C. Włoch zmodyfikował pojazd i produkował go do 1969 roku pod nazwą 5300 GT Strada. Model był wyposażony w silnik Chevrolet V8 o pojemności 5,3 litra o mocy 354 KM, niezależne przednie zawieszenie i hamulce tarczowe na czterech kołach. Zbudowano około 150 egzemplarzy tego pojazdu. W 1966 roku Bizzarini opracował model 1900 Europa z silnikiem Opel 1,9 litra o mocy 135 KM. Zaletą samochod była niska masa i dobre osiągi, ale był on bardzo drogi, dlatego sprzedano tylko 15 egzemplarzy. Również w 1966 roku w wyścigu 24h Le Mans zadebiutował model P538S, ale nie ukończył tych zawodów. W 1968 roku został zaprezentowany model Manta, który pozostał w fazie prototypu. W 1969 z przyczyn finansowych firma Bizzarrini zaprzestała produkcji samochodów. W dalszych latach zaprezentowano inne prototypy, jak oparty na Ferrari Testarossa BZ-2001 (1994 rok) czy GTS (2006 rok).